# Грузія на літніх Олімпійських іграх 2020
Грузія на літніх Олімпійських іграх 2020 була представлена 30 спортсменами у 10 видах спорту.

## Спортсмени
| Вид спорту     | Чоловіки | Жінки | Загалом |
| -------------- | -------- | ----- | ------- |
| Легка атлетика | 4        | 1     | 5       |
| Бокс           | 3        | 0     | 3       |
| Фехтування     | 1        | 0     | 1       |
| Гімнастика     | 0        | 1     | 1       |
| Дзюдо          | 7        | 2     | 9       |
| Карате         | 1        | 0     | 1       |
| Стрільба       | 0        | 1     | 1       |
| Плавання       | 1        | 1     | 2       |
| Теніс          | 1        | 0     | 1       |
| Важка атлетика | 4        | 0     | 4       |
| Боротьба       | 7        | 0     | 7       |
| Загалом        | 29       | 6     | 35      |

## Боротьба
Спортсменів — 7
Вільна боротьба
| Спортсмен         | Категорія | Кваліфікація       | 1/8 фіналу         | Чвертьфінал        | Півфінал           | Фінал              | Фінал |
| Спортсмен         | Категорія | Суперник Результат | Суперник Результат | Суперник Результат | Суперник Результат | Суперник Результат | Місце |
| ----------------- | --------- | ------------------ | ------------------ | ------------------ | ------------------ | ------------------ | ----- |
| Автанділ Кенчадзе | до 74 кг  |                    |                    |                    |                    |                    |       |
| Елізбар Одікадзе  | до 97 кг  |                    |                    |                    |                    |                    |       |
| Гено Петріашвілі  | до 125 кг |                    |                    |                    |                    |                    |       |

Греко-римська боротьба
| Спортсмен    | Категорія | Кваліфікація       | 1/8 фіналу         | Чвертьфінал        | Півфінал           | Фінал              | Фінал |
| Спортсмен    | Категорія | Суперник Результат | Суперник Результат | Суперник Результат | Суперник Результат | Суперник Результат | Місце |
| ------------ | --------- | ------------------ | ------------------ | ------------------ | ------------------ | ------------------ | ----- |
| Рамаз Зоїдзе | до 67 кг  |                    |                    |                    |                    |                    |       |
| Лаша Гобадзе | до 87 кг  |                    |                    |                    |                    |                    |       |
| Георгі Мелія | до 97 кг  |                    |                    |                    |                    |                    |       |
| Якоб Каджая  | до 130 кг |                    |                    |                    |                    |                    |       |

## Бокс
Спортсменів — 3
| Спортсмен         | Вагова категорія | Раунд 1/16         | Раунд 1/8          | Чвертьфінал        | Півфінал           | Фінал              | Фінал |
| Спортсмен         | Вагова категорія | Суперник Результат | Суперник Результат | Суперник Результат | Суперник Результат | Суперник Результат | Місце |
| ----------------- | ---------------- | ------------------ | ------------------ | ------------------ | ------------------ | ------------------ | ----- |
| Сахлі Алахвердові | Найлегша         |                    |                    |                    |                    |                    |       |
| Ескерхан Мадієв   | Напівсередня     |                    |                    |                    |                    |                    |       |
| Георгі Карабадзе  | Середня          |                    |                    |                    |                    |                    |       |

## Важка атлетика
Спортсменів — 4
| Спортсмен       | Категорія    | Ривок | Ривок | Ривок | Поштовх | Поштовх | Поштовх | Всього | Місце |
| Спортсмен       | Категорія    | 1     | 2     | 3     | 1       | 2       | 3       | Всього | Місце |
| --------------- | ------------ | ----- | ----- | ----- | ------- | ------- | ------- | ------ | ----- |
| Шота Мішвелідзе | до 61 кг     | 130   | 134   | 135   | 155     | 163     | 165     | 285    | 7     |
| Гога Чхеїдзе    | до 67 кг     | 133   | 133   | 138   | 164     | 169     | 173     | 302    | 8     |
| Антон Плєсной   | до 96 кг     |       |       |       |         |         |         |        |       |
| Лаша Талахадзе  | понад 109 кг |       |       |       |         |         |         |        |       |

## Гімнастичні види спорту

### Художня гімнастика
Спортсменів — 1
Індивідуальні змагання
| Спортсмен     | Півфінал | Півфінал | Півфінал | Півфінал | Півфінал | Півфінал | Фінал | Фінал | Фінал  | Фінал   | Сума очок | Місце |
| Спортсмен     | М'яч     | Обруч    | Булави   | Стрічка  | Сума     | Місце    | М'яч  | Обруч | Булави | Стрічка | Сума очок | Місце |
| ------------- | -------- | -------- | -------- | -------- | -------- | -------- | ----- | ----- | ------ | ------- | --------- | ----- |
| Саломе Пажава |          |          |          |          |          |          |       |       |        |         |           |       |

## Дзюдо
Спортсменів — 9
Чоловіки
| Спортсмен           | Дисципліна   | Раунд 1/64         | Раунд 1/32         | Раунд 1/16         | Чвертьфінал        | Втішний поєдинок   | Півфінал           | Фінал              | Фінал |
| Спортсмен           | Дисципліна   | Суперник Результат | Суперник Результат | Суперник Результат | Суперник Результат | Суперник Результат | Суперник Результат | Суперник Результат | Місце |
| ------------------- | ------------ | ------------------ | ------------------ | ------------------ | ------------------ | ------------------ | ------------------ | ------------------ | ----- |
| Лукум Чхвіміані     | до 60 кг     |                    |                    |                    |                    |                    |                    |                    |       |
| Важа Маргвелашвілі  | до 66 кг     |                    |                    |                    |                    |                    |                    |                    |       |
| Лаша Шавдатуашвілі  | до 73 кг     |                    |                    |                    |                    |                    |                    |                    |       |
| Тато Грігалашвілі   | до 81 кг     |                    |                    |                    |                    |                    |                    |                    |       |
| Лаша Бекаурі        | до 90 кг     |                    |                    |                    |                    |                    |                    |                    |       |
| Варлам Ліпартеліані | до 100 кг    |                    |                    |                    |                    |                    |                    |                    |       |
| Гурам Тушішвілі     | понад 100 кг |                    |                    |                    |                    |                    |                    |                    |       |

Жінки
| Спортсмен               | Дисципліна | Раунд 1/64         | Раунд 1/32         | Раунд 1/16         | Чвертьфінал        | Півфінал           | Втішний поєдинок   | Фінал              | Фінал |
| Спортсмен               | Дисципліна | Суперник Результат | Суперник Результат | Суперник Результат | Суперник Результат | Суперник Результат | Суперник Результат | Суперник Результат | Місце |
| ----------------------- | ---------- | ------------------ | ------------------ | ------------------ | ------------------ | ------------------ | ------------------ | ------------------ | ----- |
| Тетяна Левицька-Шуквані | до 52 кг   |                    |                    |                    |                    |                    |                    |                    |       |
| Етері Ліпартеліані      | до 57 кг   |                    |                    |                    |                    |                    |                    |                    |       |

## Карате
Спортсменів — 1
| Спортсмен      | Категорія   | Попередній раунд   | Попередній раунд   | Попередній раунд   | Попередній раунд   | Попередній раунд | Півфінал           | Фінал              | Фінал |
| Спортсмен      | Категорія   | Суперник Результат | Суперник Результат | Суперник Результат | Суперник Результат | Місце            | Суперник Результат | Суперник Результат | Місце |
| -------------- | ----------- | ------------------ | ------------------ | ------------------ | ------------------ | ---------------- | ------------------ | ------------------ | ----- |
| Горіта Арканія | понад 75 кг |                    |                    |                    |                    |                  |                    |                    |       |

## Легка атлетика
Спортсменів — 2
Технічні дисципліни
| Спортсмен       | Дисципліна        | Півфінал           | Півфінал | Фінал              | Місце |
| Спортсмен       | Дисципліна        | Результат в метрах | Місце    | Результат в метрах | Місце |
| --------------- | ----------------- | ------------------ | -------- | ------------------ | ----- |
| Лаша Гулелаурі  | стрибки у довжину |                    |          |                    |       |
| Георгі Муярідзе | штовхання ядра    |                    |          |                    |       |

## Стрільба
Спортсменів — 1
Жінки
| Спортсмен       | Дисципліна                       | Кваліфікація | Кваліфікація | Фінал            | Фінал            |
| Спортсмен       | Дисципліна                       | Очки         | Місце        | Очки             | Місце            |
| --------------- | -------------------------------- | ------------ | ------------ | ---------------- | ---------------- |
| Ніно Салуквадзе | пневматичний пістолет, 10 метрів | 567 -15x     | 31           | Завершила виступ | Завершила виступ |
| Ніно Салуквадзе | пістолет, 25 м                   | 578-20x      | 25           | Завершила виступ | Завершила виступ |

## Теніс
Спортсменів — 1
Чоловіки
| Спортсменка         | Змагання         | 1/32                                                  | 1/16                                              | 1/8                                            | Чвертьфінал      | Півфінал         | Фінал / Матч за 3-е місце | Місце |
| Спортсменка         | Змагання         | Суперник Рахунок                                      | Суперник Рахунок                                  | Суперник Рахунок                               | Суперник Рахунок | Суперник Рахунок | Суперник Рахунок          | Місце |
| ------------------- | ---------------- | ----------------------------------------------------- | ------------------------------------------------- | ---------------------------------------------- | ---------------- | ---------------- | ------------------------- | ----- |
| Ніколоз Басілашвілі | одиночний турнір | Роберто Карбальес-Баєна (ESP) Перемога 2-0 (6-3, 6-2) | Лоренцо Сонего (ITA) Перемога 2-1 (6-4, 3-6, 6-4) | Александр Зверєв (GER) Поразка 0-2 (4-6, 7-65) | Завершив виступ  | Завершив виступ  | Завершив виступ           |       |

## Фехтування
Спортсменів — 1
| Спортсмен      | Дисципліна          | Раунд 1/32                       | Раунд 1/16                        | Чвертьфінал                   | Півфінал                         | Фінал                             | Місце |
| Спортсмен      | Дисципліна          | Суперник Рахунок                 | Суперник Рахунок                  | Суперник Рахунок              | Суперник Рахунок                 | Суперник Рахунок                  | Місце |
| -------------- | ------------------- | -------------------------------- | --------------------------------- | ----------------------------- | -------------------------------- | --------------------------------- | ----- |
| Сандро Базадзе | індивідуальна шабля | Самер Мохаб (EGY) Перемога 15-10 | Зіяд Ельсісі (EGY) Перемога 15-12 | О Сангук (KOR) Перемога 15-13 | Арон Силадьї (HUN) Поразка 13-15 | Кім Джон Хван (KOR) Поразка 11-15 | 4     |